# Parachartergus wagneri
Parachartergus wagneri är en getingart som beskrevs av François du Buysson 1904. Parachartergus wagneri ingår i släktet Parachartergus och familjen getingar. Inga underarter finns listade i Catalogue of Life.